# Polpetta
No confundir con albóndiga.

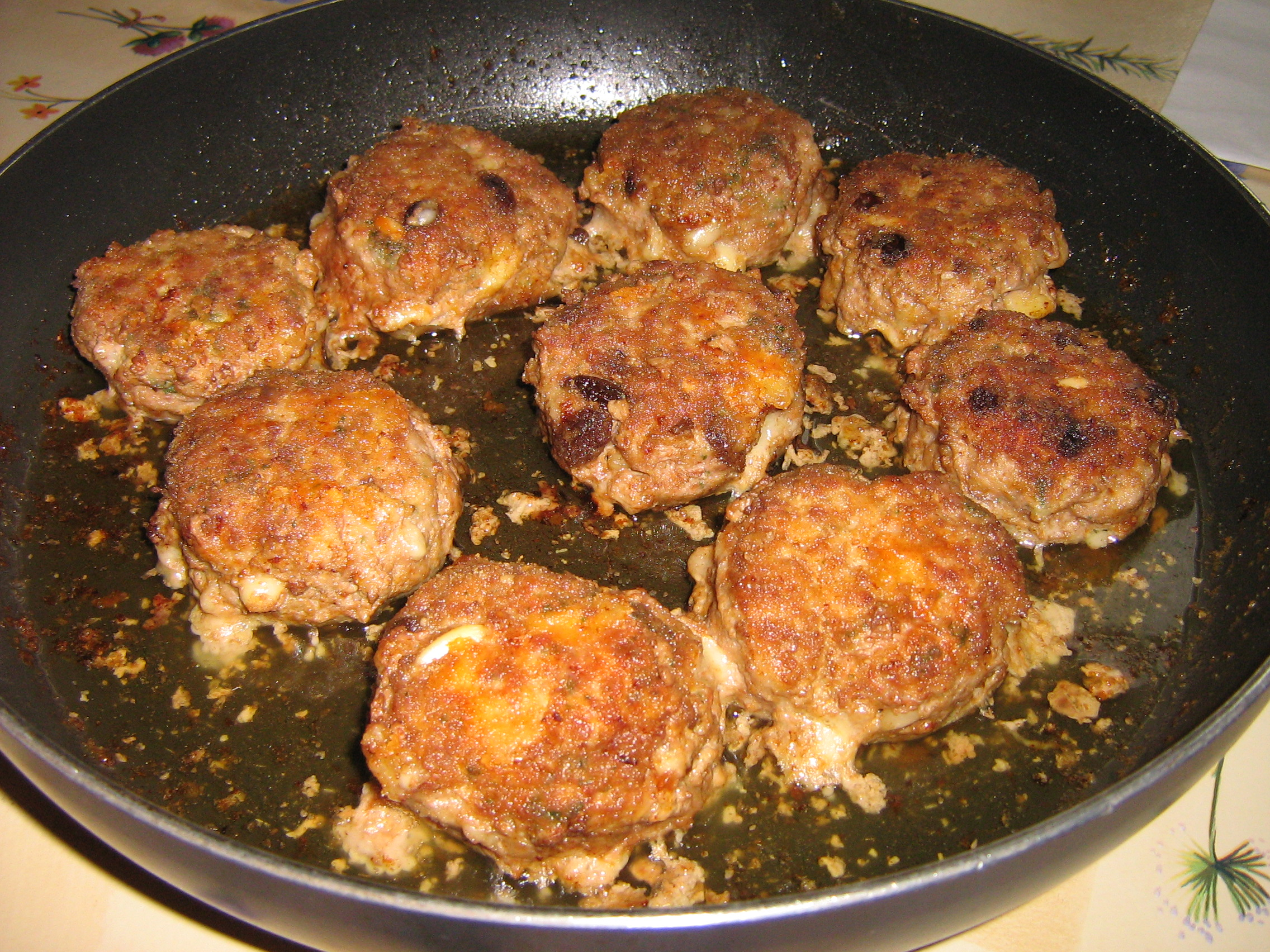
Polpetas en la sartén.

Polpetta (plural polpette) es un guiso de albóndigas característico de Italia. Plato elaborado con carne, verduras o pescado (o en ocasiones restos de un estofado), especias y plantas aromáticas mezcladas con yemas de huevo, harina y pan rallado que se sirve en la mesa como plato principal o segundo plato. Una vez preparada la masa, se toman pequeñas porciones que, trituradas y trabajadas a mano, adquieren la característica forma redondeada. Se pueden hornear, freír, saltear o poner en salsa.

## Etimología
La palabra polpetta proviene del francés paupière 'párpado' que se convirtió en paupiette en francés y luego polpetta en italiano.

## Historia
Las bolas de pan rallado y carne o pescado, llamadas "albóndigas" en español, se encuentran en la cocina antigua: globi, elaboradas con queso y miel; offulae, elaboradas con carne o cereales. El primer cocinero que describe la polpetta es Marco Gavio Apicius, un divulgador romano que, entre el 25 y el 35 a. AD, nos presenta en sus recetarios las empanadillas cocidas de carne y pescado, recetarios que han llegado hasta nuestros días.
A pesar de esto, no hay rastro de la palabra "polpetta" hasta el Libro de Arte Coquinaria, del maestro Martino da Como, en el siglo XV.
Al describir la preparación de lo que él define como una polpetta, el maestro Martino parece aludir, sin embargo, a un plato de chuletas de ternera envueltas en tocino y cocinadas en un espetón; en la historia de la literatura gastronómica italiana, sin embargo, es la primera receta de cocina dedicada expresamente a la polpetta .
En 1648, en La economía del ciudadano en la ciudad del agrónomo y gastrónomo boloñés Vincenzo Tanar, aparecen las primeras polpette de carne picada, con ricota, parmesano, ajo, pasas, huevos, pan caldo, especias y grosellas.

## Polpettasegún Pellegrino Artusi

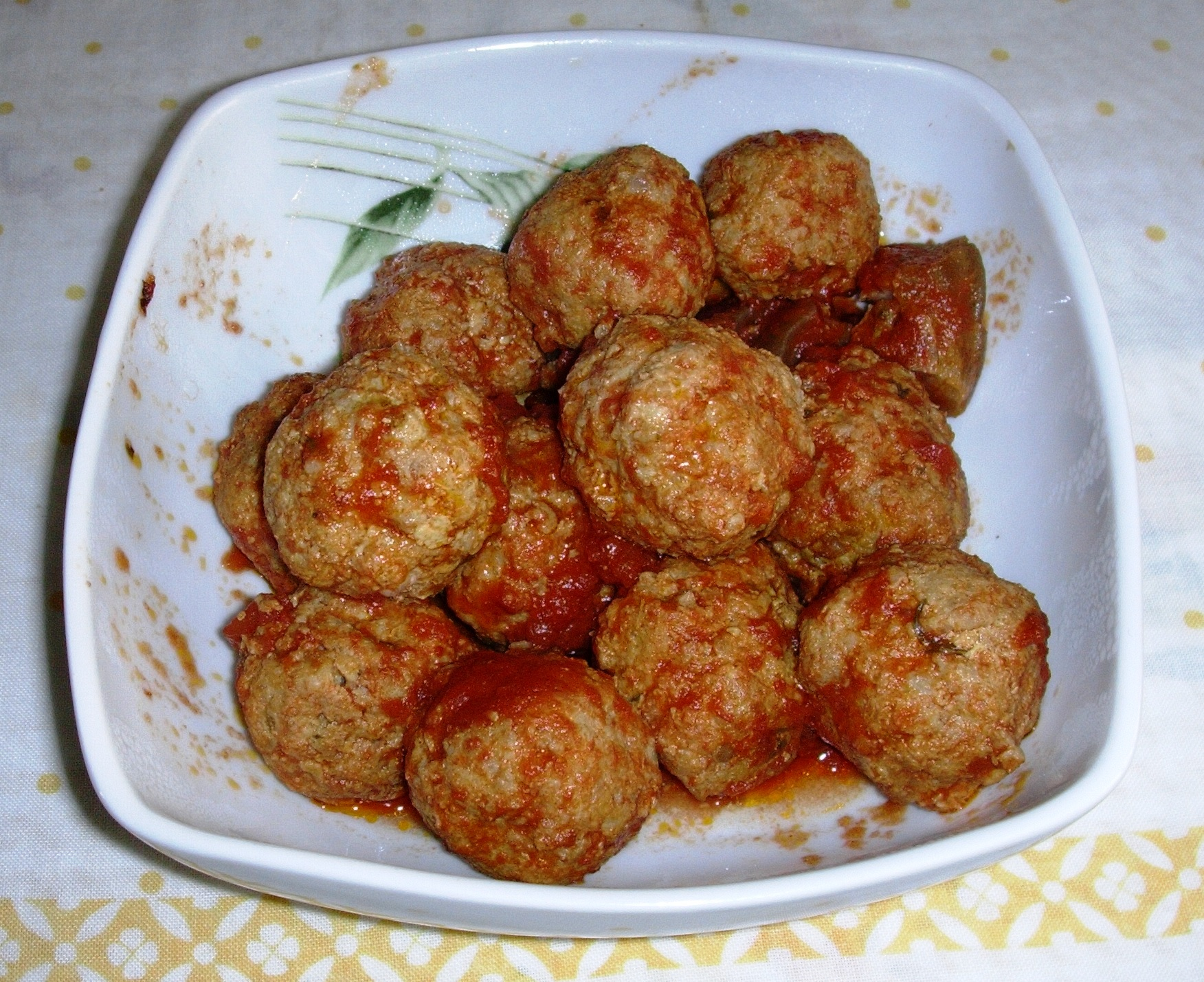
Polpette alla Mammolese, preparadas con carne de cerdo, típica de Calabria.

Pellegrino Artusi, en su famoso manual La scienza in cucina e l'arte di mangiar bene (1891), presenta la polpetta de la siguiente manera: “No creas que tengo la pretensión de enseñarte a hacer polpette . Es un plato que todo el mundo sabe hacer, empezando por el burro, que fue quizás el primero que sirvió de ejemplo a la humanidad. Solo les quiero contar como las prepara alguien con sobras de carne hervida; si quieres hacerlos más sencillos o con carne cruda, no necesitas mucha sazón. Picar la carne hervida con el bisel y picar una loncha de jamón graso y magro para añadirla. Condimentar con parmesano, sal, pimienta, olor a especias, pasas, piñones, unas cucharadas de papilla, hecha con una miga de pan cocida en caldo o leche, ligando la mezcla con un huevo o dos según la cantidad. Formar varias bolas del tamaño de un huevo, aplastadas por los polos como el globo, empanarlas y freírlas en aceite o manteca. Luego, con el ajo y el perejil salteados y la grasa restante en la sartén, pásalos en una cacerola, adornándolos con una salsa de huevo agrio y limón. ».
Más allá de la refinada salsa fricasé con la que Artusi sugiere aderezar el plato, esta receta es un recordatorio de cómo, al menos en ciertas épocas históricas, las polpettes también eran una forma de aprovechar las sobras de carne, especialmente la carne hervida. La carne picada permite mezclar y "esconder" los ingredientes originales, dejando solo saborear el sabor final.
Como otros platos llamados "pobres", la polpetta también ha sufrido una gran evolución, convirtiéndose en un plato por derecho propio, preparado comprando los ingredientes de una manera específica y evitando casi por completo el reciclaje de las sobras. Actualmente, las materias primas preferida son: carne fresca picada, Parmigiano Reggiano rallado, jamón o Mortadela Bolonia (siempre rallado) ; se pueden preparar con pescado (por ejemplo, bacalao ), o con verduras.

## Il polpettone

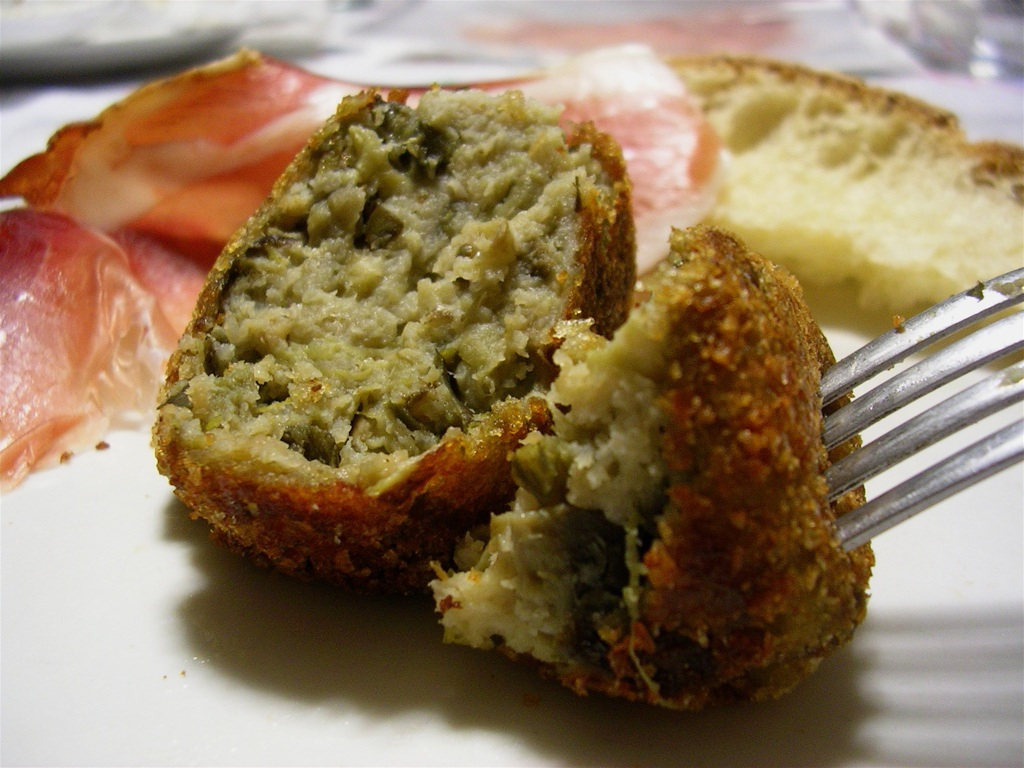
Polpettone de melanzane.

El polpettone es una gran polpetta cilíndrica de unos 25 cm de largo cuya base es la misma que la de la polpetta con, preferentemente, una mezcla de carnes picadas (cerdo, ternera o vaca) a menudo enriquecidas con un corazón de mozzarella o huevos cocidos, o rebozados con embutidos . Se cocina en sartén o al horno.

## Versiones regionales
En Nápoles, mezclan carne cruda de res y cerdo, piñones y pasas. Después de freír, las polpettas se cuecen en salsa de tomate.
En Liguria se añaden setas; en Sicilia, cebollas, queso pecorino y menta. 
En Toscana se mezclan la ternera hervida y las patatas. En Bolonia se utiliza únicamente carne de cerdo, con lomo picado, jamón y mortadela, mientras que en Molise se prefiere el cordero y en Apulia se encuentra a base de carne de caballo.
En Venecia, la mortadela se combina con carne de res para albóndigas servidas como cicchetto.
En Milán, los mondeghili son albóndigas de estofado de carne molida, empanadas como una chuleta milanesa.